# Provincia di Aden
La provincia di Aden (in inglese: Chief Commissioner's Province of Aden) era una provincia dell'India britannica.

## Storia

### Antefatto
Per quasi un secolo dalla cattura del porto di Aden da parte delle forze della Compagnia britannica delle Indie orientali nel 1839, il villaggio e le immediate vicinanze dell'area sottoposta al dominio degli inglesi, noto come "insediamento di Aden", rimase dipendente dalla distante Presidenza di Bombay. La posizione indeterminata dell'insediamento nell'estremo sudovest della penisola arabica portò a notevoli difficoltà che fecero concludere allo storico R. J. Gavin: "L'intera storia di Aden dal 1839 fu marcata da confusione amministrativa e complicazioni." Prima di intraprendere una qualsiasi azione, infatti, l'ufficiale britannico ad Aden, il residente, doveva richiedere il permesso a tre differenti autorità, il governo di Bombay, il governo indiano (con a capo il viceré) ed all'ufficio coloniale di Londra.
I nodi vennero al pettine durante la prima guerra mondiale e nel 1917 il governo dell'India, riconoscendo la sua incapacità a provvedere sufficienti forze per difendere Aden contro le forze d'invasione turche, trasferì il controllo militare nell'area al War Office ed il controllo del territorio al protettorato di Aden al Foreign Office. Il trasferimento dei ruoli ad ogni modo fu incompleto dal momento che l'India mantenne il controllo della gestione dell'insediamento, qualcosa che da Londra era visto come un anacronismo dal momento che Aden apparteneva ovviamente al Medioriente ed al mondo arabo più che all'India. Le cose si protrassero nei due decenni successivi durante i quali l'amministrazione di Aden venne sommersa da incredibili ritardi burocratici tra l'amministrazione di Aden e la presidenza di Bombay, il governo indiano, l'India Office, il Colonial Office ed il War Office. Uno dei punti più discussi erano indubbiamente i disaccordi sorti tra i costi da sostenere tra l'India e Londra, in particolare per quanto riguardava i costi di difesa di Aden. Un'altra importante questione al pieno trasferimento del controllo di Aden a Londra era l'impopolarità dell'ufficio coloniale tra la comunità di commercianti indiani di Aden i quali sapevano delle discriminazioni amministrative tra indiani e inglesi nell'area di Aden.

### La creazione della provincia

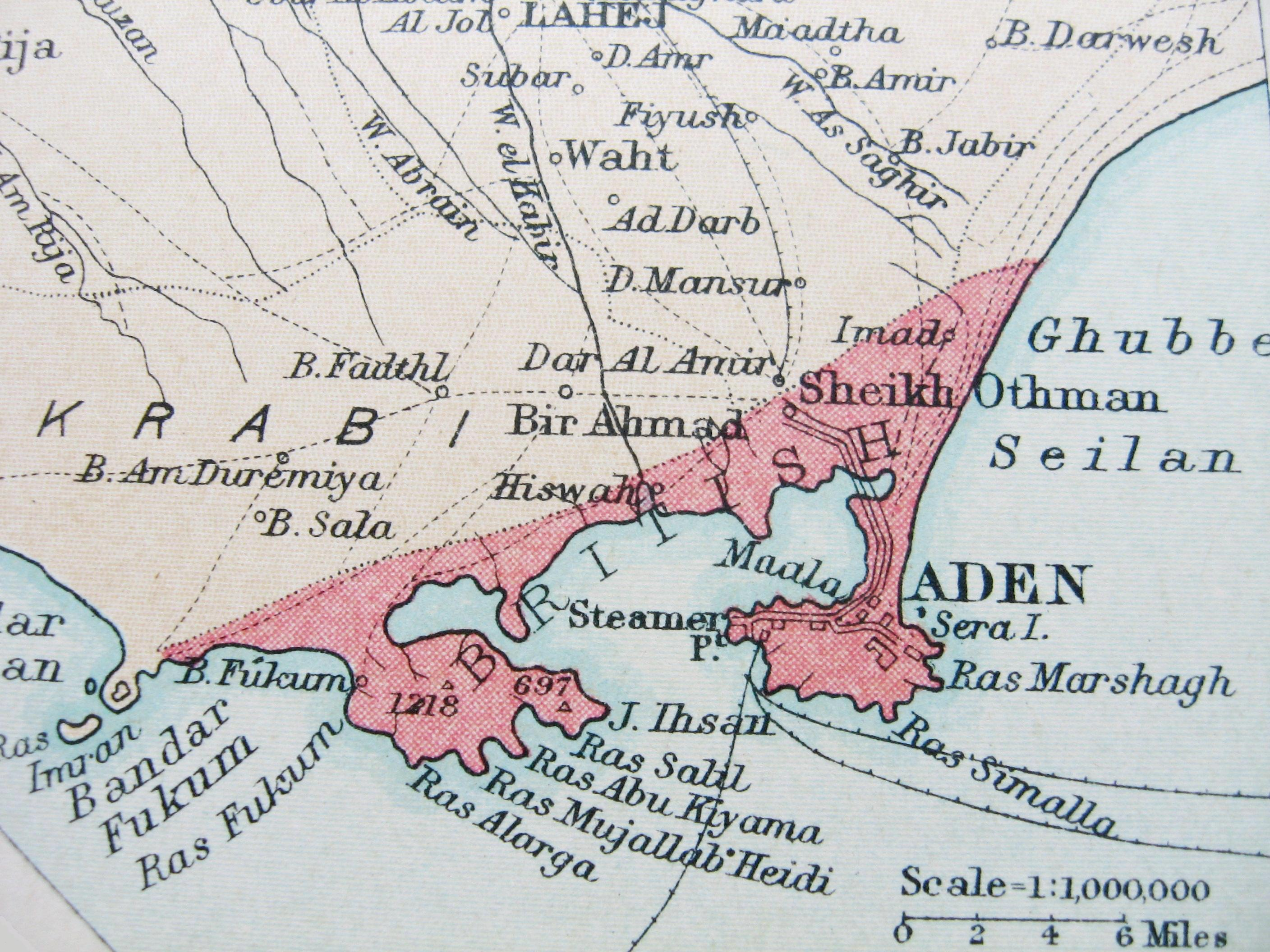
Il territorio di Aden in una mappa del 1922.

Alla fine degli anni '20 del Novecento, iniziarono delle discussioni sulle riforme costituzionali dell'India. Aden, per quanto molto distante dalla penisola indiana ed a maggioranza indiana, non poteva ritenersi parte della presidenza di Bombay geograficamente. Ad ogni modo venne deciso che sino a quando la situazione di Aden non fosse stata chiarificata, il suo territorio sarebbe rimasto sotto il controllo dell'amministrazione di Bombay ma che essa sarebbe divenuta una provincia a sé stante con a capo un commissario capo sotto il diretto controllo del viceré indiano. Questo status, che ebbe effetto dal 1 aprile 1932, si pensava dovesse avere breve vita, anche perché il Government of India Act, 1935 indicava ancora chiaramente che "Aden dovrà considerarsi parte dell'India britannica". In accordo con l'Aden Colony Order, 1936, Aden 
divenne una colonia della Corona sotto la piena responsabilità del Colonial Office dal 1 aprile 1937. Ad ogni modo, per rilassare la comunità indiana della colonia che continuava ad opporsi al trasferimento, i collegamenti con l'India non vennero completamente tagliati. Mentre la locale corte di Aden divenne la Suprema Corte della nuova colonia, gli appelli potevano tenersi ancora all'Alta Corte di Bombay nelle cause civili, come in quelle penali. Continuò inoltre ad essere utilizzata la rupia indiana come moneta ufficiale.
Sir Bernard Reilly, che venne nominato residente nel 1931, e poi commissario capo nel 1932, fu il primo governatore della Colonia di Aden.

### Composizione della popolazione di Aden nel 1933
Arabi 29,820 

Indiani 7,287

Ebrei 4,120

Somali 3,935

Europei 1,145

Misti 331

### Commissari capi
Per i precedenti ufficiali governativi si veda Elenco dei rappresentanti britannici ad Aden
- Sir Bernard Rawdon Reilly, dapprima come residente nel 1931, poi come commissario capo.[10]

## Galleria d'immagini

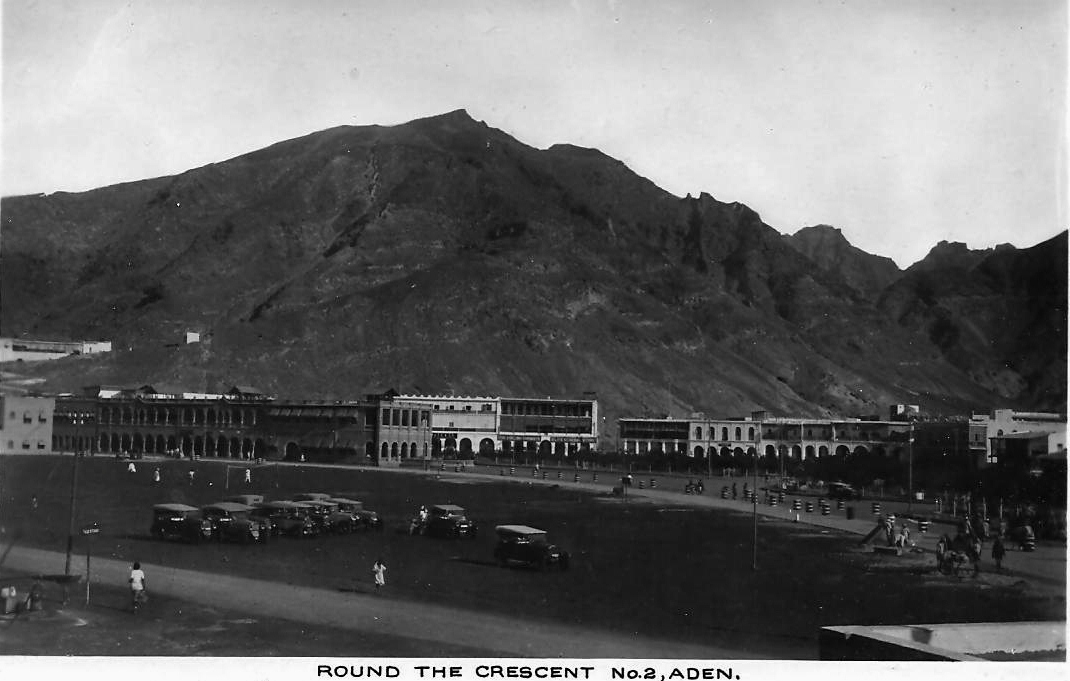
Aden nel 1931
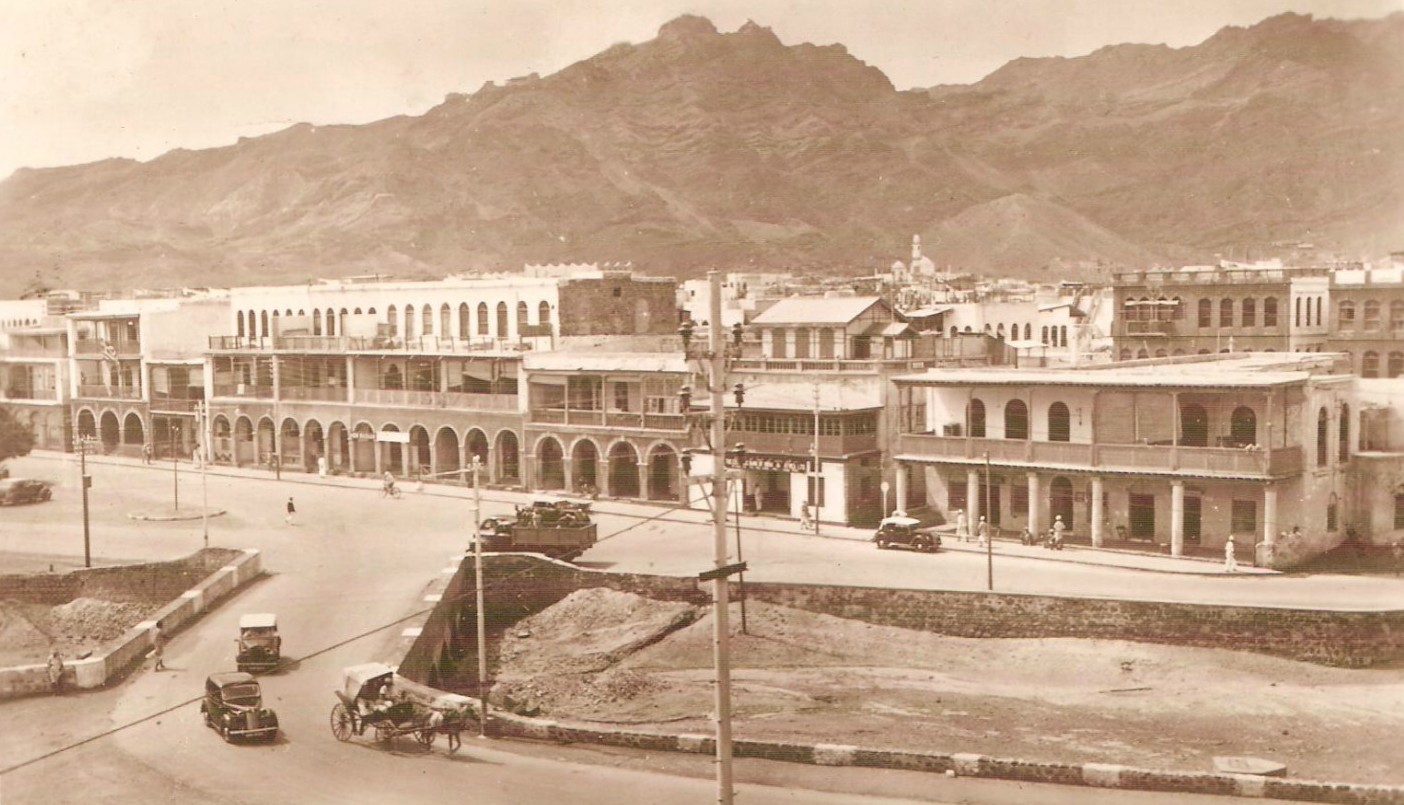
Esplanade Road alla fine degli anni '30
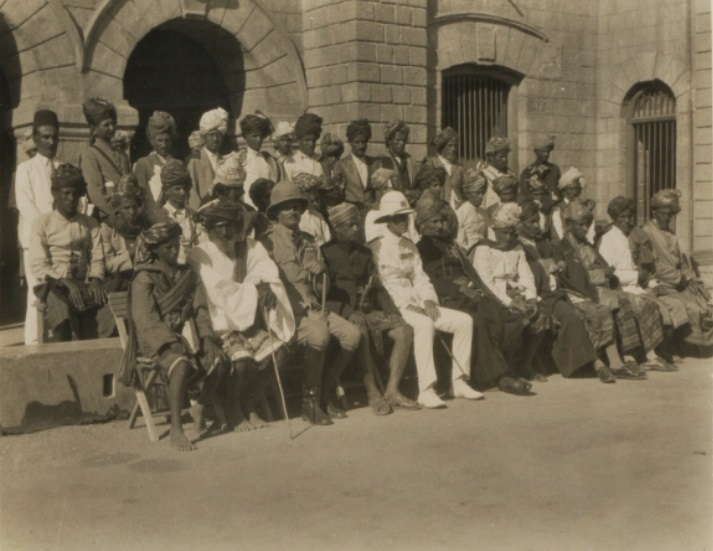
Sir Bernard Rawdon Reilly (prima fila, il terzo da sinistra), capo dell'amministrazione britannica ad Aden, ad un incontro presso Lahej; circa 1928-1930.